# Parramatta Stadium
El Parramatta Stadium (llamado también Pirtek Stadium por razones de patrocinio) fue un estadio ubicado en el distrito de Parramatta en la ciudad de Sídney, en Australia, unos 23 km al oeste del centro de la ciudad. Fue construido en 1986 y era propiedad del estado de Nueva Gales del Sur, poseía una capacidad para 21 500 personas y se utilizaba principalmente para partidos de fútbol y Rugby, además de espectáculos artísticos y conciertos. Fue sede del equipo de fútbol Western Sydney Wanderers de la A-League, los Parramatta Eels de la National Rugby League, y los Greater Sydney Rams del National Rugby Championship.
Fue inaugurado el 5 de marzo de 1986 por la reina Isabel II del Reino Unido y fue el estadio de los Parramatta Power, un equipo de la extinta National Soccer League, desde 1999 hasta 2004. Además, ha albergado conciertos de artistas tan importantes como Michael Jackson o Paul McCartney, quienes llenaron el recinto en 1986 y 1993, respectivamente.
En octubre de 2013 la compañía local Pirtek compró los derechos de nombre del estadio por un período de cinco años. El patrocinio coincide con los planes para la renovación del estadio que es visto como algo anticuado, sobre todo en cuanto a las instalaciones corporativas. Las obras deberán ser entregadas en 2015.
En 2015, el gobierno de Nueva Gales del Sur anunció que el estadio sería demolido para levantar en el mismo sitio el nuevo estadio del club, el  Western Sydney Stadium, el estadio Parramatta finalmente se demolió en febrero de 2017.

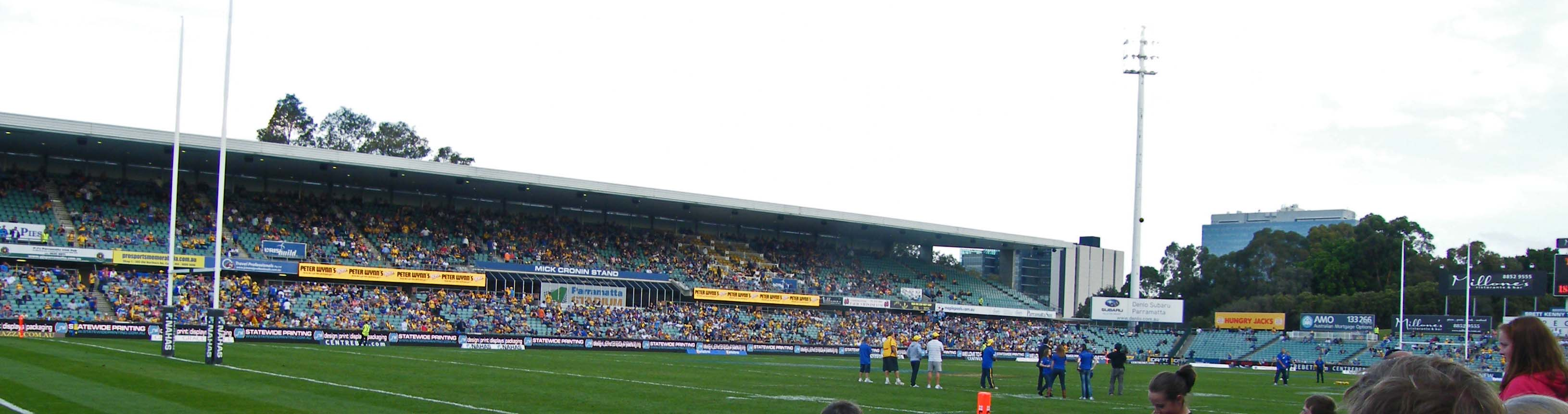
Imagen Panorámica del Parramatta Stadium.